# Ruedi Bannwart

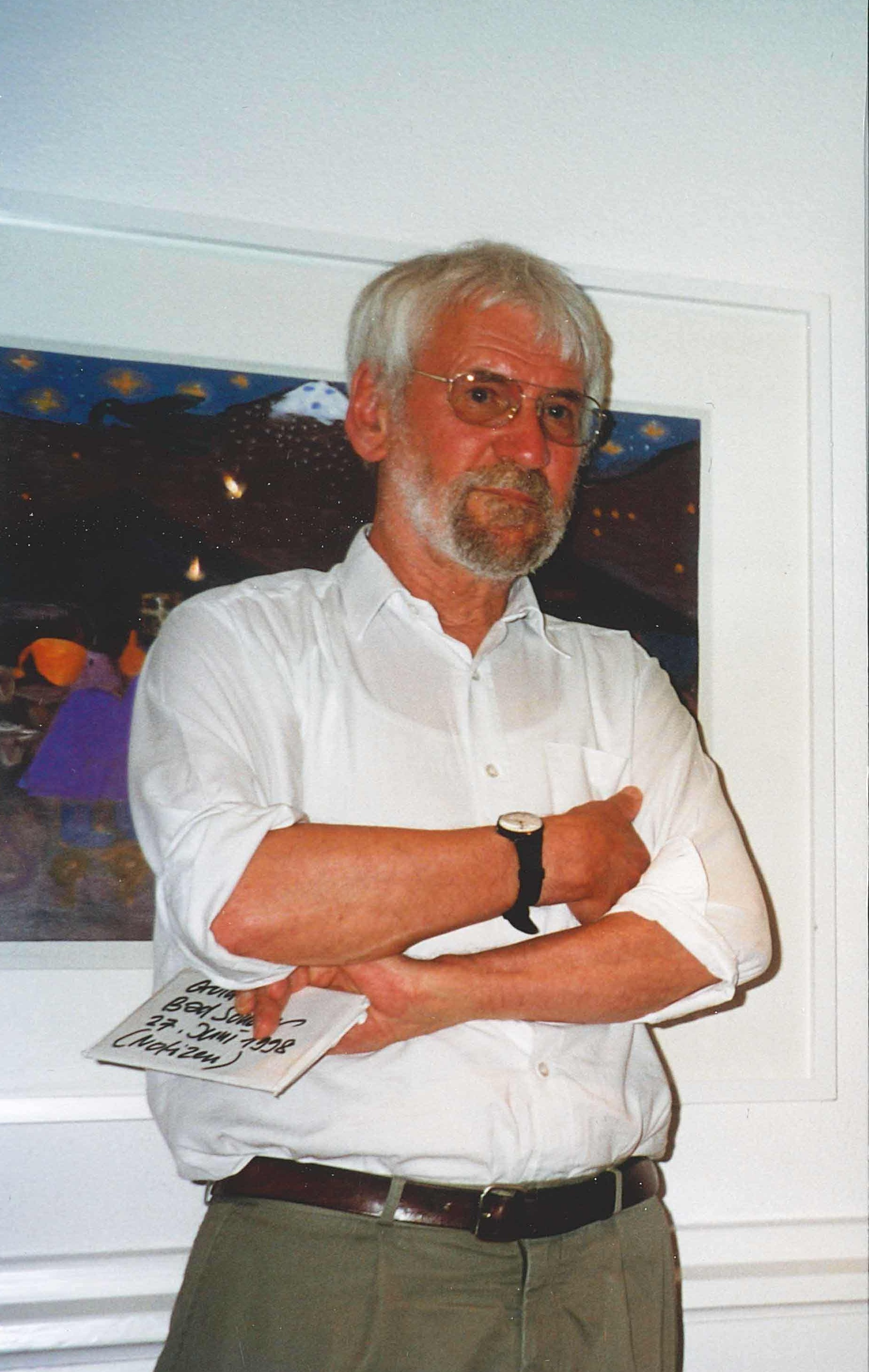
Ruedi Bannwart 1998

Ruedi Bannwart, eigentlich Rudolph Alois Bannwart (* 7. April 1932; † 30. April 2016), war ein Schweizer Grafiker und Künstler.

## Biografie

### Ausbildung
Ruedi Bannwart erlernte nach seiner Schulzeit von 1948 bis 1951 im «Atelier Kern und Bosshard» in St. Gallen den damals neu entstandenen Grafikerberuf. Gleichzeitig bildete er sich mit Kursen in Aktzeichnen, Farbenlehre und Typografie weiter. Nach dem Lehrabschluss übersiedelte er nach Basel und arbeitete im «Atelier Grüninger, Martz und Bühlmann». Hier konnte er seine Kenntnisse im Bereich Printmedien und Messebau erweitern. Im Sommer 1974 besuchte Ruedi Bannwart in der Internationalen Sommerakademie für Bildende Kunst Salzburg einen Kurs für Radieren und Handdruck und vertiefte 1975 in einem zweiten Kurs das Erlernte.

### Familie
1959 heiratete Ruedi Bannwart Margret Thiesemann aus Hamburg. In den folgenden Jahren kamen drei Töchter und ein Sohn zur Welt.

### Grafische Arbeit
1954 zog Ruedi Bannwart ins Appenzellerland und gründete mit seinen Freunden und Grafikerkollegen Ruedi Peter (1924–1988) und Werner Lutz (1930–2016) ein eigenes Grafisches Atelier. Schnell bildete sich ein Kundenstamm aus Industrie und Gewerbe aus der ganzen Ostschweiz.
1960 entstand das Bilderbuch S Berteli ond de Choret mit einem Text von Ida Niggli im Appenzeller Dialekt, das im Niggli Verlag Teufen erschien und auf Hochdeutsch, Französisch und Englisch übersetzt wurde.
1963 zog die Familie samt Atelier nach Ermatingen am Untersee. Dort ergab sich eine Zusammenarbeit mit dem Kanton Thurgau. Es entstanden unter anderem eine illustrierte Thurgauer Karte und die Ausstellungshalle des Gastkantons Thurgau für die OLMA 1972. Wegen der zahlreichen Aufträge wurde der Grafiker Axel Kuhle als Mitarbeiter eingestellt.
Später zog die Familie Bannwart samt Atelier und Mitarbeiter zurück ins Appenzellerland. Im neu gebauten Familien- und Atelierhaus in Grub AR wurden mittlerweile mit mehreren Angestellten für lange Jahre Industriekunden betreut (SFS Stadler AG, Heerbrugg; Benninger AG, Uzwil; Sieber AG, Heerbrugg; Spühl AG, St. Gallen; Grüco AG, Rheineck; Geiser AG, Langenthal und andere).
Zusammen mit Remi Nüesch (Leiter Schule für Gestaltung, St. Gallen) und Erhard Lock (Kreativdirektor «Magazine zum Globus») übernahm das Atelier Bannwart die Gestaltung des Appenzeller Volkskunde-Museum in Stein AR. Dieses wurde 1987 eröffnet. In der Folge kuratierte Ruedi Bannwart dort mehrere Ausstellungen (Trachten, Johann Ulrich Fitzi, Sammlung Johannes Gruntz, Kunstausstellung Karl Uelliger). Zudem übernahm Ruedi Bannwart die Gestaltung der Bourbonen-Ausstellung im Kornhaus Rorschach.
Ruedi Bannwart gestaltete 1989, 1990 und 1991 die Weihnachts-Schaufenster der Magazine zum Globus.
Weitere Aufträge (Appenzeller Singbuch Aus der Heimat, Appezeller Spröch ond Liedli von Julius Ammann und die sechs Urnäscher Brauchtumstaler) zeigten seine Begabung als Bleistiftzeichner. Nach seiner Pensionierung 1988 widmete sich Bannwart wieder vermehrt dem eigenen kreativen Schaffen und arbeitete in der Radier-Gemeinschaft im Atelier von Max Oertli in St. Gallen. Das war der Beginn seines langjährigen Projekts «Manhattan». Hier äusserte sich seine Faszination für Architektur - insbesondere für den modularen Elementbau. Mit unglaublicher Präzision und Ausdauer kratzte er die Fassaden der Hochhäuser in Kupferplatten, die ihm danach als Druckstock dienten. Jeden einzelnen Wolkenkratzer druckte er in Handarbeit, bevor er ihn ausschnitt, falzte und zu einem dreidimensionalen Objekt zusammenbaute. Auf diese Weise entstand eine Serie von zehn Sequenzen, welche die städtebauliche Entwicklung bzw. die «Inbesitznahme» Manhattans symbolisieren. Sein Kunstprojekt «Wolkenkratzereien» wurde 2005 anlässlich der ersten Ausstellung seines Werks in der Galerie Max Oertli in St. Gallen gezeigt.
Für die Zeitschrift «Schöner Wohnen» des Verlagshauses Gruner & Jahr in Hamburg, gestaltete er in den 1990er-Jahren sieben architekturbezogene Ausschneidebogen. Mit diesen Modellbaubogen konnten dreidimensionale Gebäude, mit 24 Schubladen – vom Fachwerkhaus bis zum venezianischen Palazzo – zu einem Adventskalender zusammengebaut werden.

### Kunstvermittlung
Zwischen 1958 und 1968 führten Ruedi Peter und Ruedi Bannwart in der Kursaal-Galerie Heiden jährlich drei Sommerausstellungen mit Werken zeitgenössischer Schweizer Künstler durch. Nach dem Tod des Malers Karl Uelliger (1914–1993) übernahm Ruedi Bannwart die Archivierung des Nachlasses und initiierte die «Karl und Hanna Uelliger-Stiftung», sowie verschiedene Ausstellungen und Publikationen seines Werkes.

## Ausstellungen
- 2005/2006: «Wolkenkratzereien», Galerie Max Oertli, St. Gallen

## Bücher
- S’Berteli ond de Choret (Bilderbuch), ISBN 978-3-7212-0015-7.